# Chaise Louis Ghost

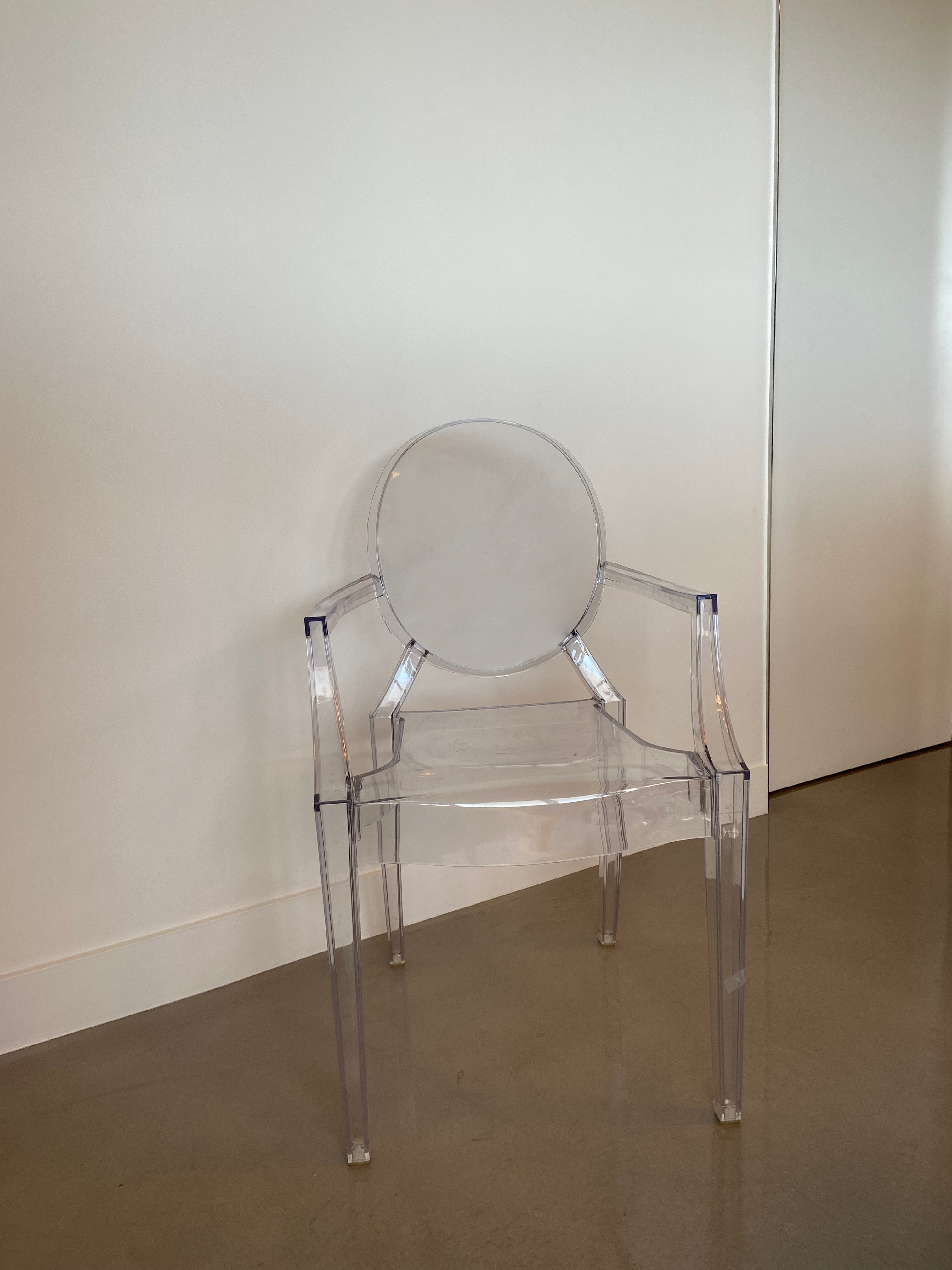
Chaise Louis Ghost transparente

La chaise Louis Ghost est une assise, créé par le designer français Philippe Starck en 2003.

## Historique
En 2002, voilà plusieurs années déjà que Philippe Starck collabore avec Kartell ; il est même le designer star de la marque italienne. Dès la fin des années 1980, il dessine pour l'entreprise une première chaise, la Dr. Glob suivie de la chaise La Marie en 1999, première chaise transparente en polycarbonate, moulée d'une seule pièce.
La chaise Louis Ghost semble inspirée de l'époque du roi Louis XVI, notamment d'un de ses fauteuils. Pourtant, Starck précise que : « en réalité, j'ai à peine esquissé la chaise Louis Ghost. Elle est issue de la mémoire collective.. C'est un Louis quelque chose, on ne sait pas lequel, mais tout le monde la reconnait et la perçoit comme un objet familier. »
Par la suite, Starck réalise avec le Catalan Eugeni Quittlet le siège Master en 2010 puis, toujours pour Kartell, la chaise AI en matériaux recyclés, neuf ans plus tard.

## Matériaux
La chaise Louis Ghost est entièrement composée de polycarbonate. Elle a été spécialement conçue pour être une chaise d’intérieur comme d’extérieur. C’est pourquoi l’utilisation du polycarbonate fut propice à sa fabrication, car le polycarbonate est un plastique résistant aux éraflures, aux chocs et aux agents atmosphériques. Une des grandes propriétés physiques du polycarbonate est sa transparence. L’utilisation du polycarbonate permet d’obtenir différentes couleurs en transparence telles mentionnées plus haut. Il est possible aussi d’obtenir de l’opacité dans le polycarbonate telle la série opaque dans lesquelles les chaises blanches et noires sont disponibles. Cette matière remplace le Plexiglas utilisé dans les années 1960.

## Fabrication
La chaise est fabriquée par moulage par injection dans un moule simple. Elle est fabriquée en Italie par la société Kartell et vendue à plus de deux millions d'exemplaires,. Face à ces chiffres, Philippe Starck dessine, toujours pour Kartell, la Victoria Ghost en 2005 ; elle est aussi un succès commercial.

## Dimensions
Les dimensions de la chaise sont : 54 centimètres de largeur, 94 centimètres de hauteur, 67 centimètres de hauteur pour les accoudoirs et 47 centimètres pour l’assise. Pour une unité d’emballage qui contient deux chaises de 5,4 kilogrammes chacune, le poids total est de 13,8 kilogrammes et le volume total est de 0,383 m3.                                                    

## Utilisations
La chaise Louis Ghost est utilisée dans de nombreux cadres et événements tels que le Ufo Restaurant en Slovaquie, le Chalet La Grolla en Italie, le restaurant Lido à Sentosa dans la république de Singapour, l’université germanophone Gyula Andrássy de Budapest en Hongrie, le restaurant Kong à Paris en France, en version théâtrale à la maison de l’Opéra de Sydney en Australie, lors de la présentation du nouveau parfum « lovely » de Sarah Jessica Parker au Macy's de New York aux États-Unis, lors du défilé de mode au Museum of Latin America Art de Buenos Aires, lors du 45e anniversaire de carrière de Valentino à Rome en Italie, etc[réf. souhaitée].